# Gueznaya
Gueznaya o Gaznaya (en árabe: كزناية‎, en lenguas bereberes: ⴳⵣⵏⴰⵢⴰ, en francés: Gueznaïa) es un municipio marroquí en la región de Tánger-Tetuán-Alhucemas. Desde 1912 hasta 1956 perteneció a la zona norte del Protectorado español de Marruecos.